# Carlos Barrón
Carlos Barrón Redondo (Cordova, 1º ottobre 1987) è un giocatore di calcio a 5 spagnolo.

## Carriera
Portiere cresciuto nelle giovanili dell'Adeval Córdoba sino alla stagione 2004-05, ha poi giocato nell'Universidad Europea (2005-06), nel Mifesa Timón (2006-07) e nell'UD Las Rozas Boadilla (2007-2008).
Dopo essersi laureato campione di Spagna under-18 e campione di Spagna universitario, al termine della stagione 2007-08 è passato alla formazione di Division de Honor del Lobelle de Santiago Fútbol Sala, meritando la convocazione nella Nazionale Under-21 di calcio a 5 della Spagna giunta alle semifinali del campionato europeo di categoria.

## Palmarès

### Competizioni internazionali
- UEFA Champions League: 2
Palma: 2022-23, 2023-24